# Mesochorus broccus
Mesochorus broccus là một loài tò vò trong họ Ichneumonidae.